# كفر الشراقوة السنيطة
قرية كفر الشراقوة السنيطة هي إحدى القرى التابعة لمركز أجا في محافظة الدقهلية في جمهورية مصر العربية. حسب إحصاءات سنة 2006، بلغ إجمالي السكان في كفر الشراقوة السنيطة 3576 نسمة، منهم 1767 رجل و1809 امرأة.